# Apiloscatopse scutellata
Apiloscatopse scutellata är en tvåvingeart som först beskrevs av Friedrich Hermann Loew 1846.  Apiloscatopse scutellata ingår i släktet Apiloscatopse och familjen dyngmyggor. Arten är reproducerande i Sverige. Inga underarter finns listade i Catalogue of Life.